# Sergio Santamaría
Pour les articles homonymes, voir Santamaria (homonymie).
 (novembre 2014).
Si vous disposez d'ouvrages ou d'articles de référence ou si vous connaissez des sites web de qualité traitant du thème abordé ici, merci de compléter l'article en donnant les références utiles à sa vérifiabilité et en les liant à la section « Notes et références ».
Sergio Santamaría González, né le 16 juillet 1980 à Malaga (Andalousie, Espagne), est un footballeur espagnol qui joue au poste d'ailier.

## Biographie

### Clubs
Santamaría qui se forme dans les catégories inférieures de Málaga CF, débute en catégorie professionnelle avec le FC Barcelone B en 1998.
Le 19 mai 2000, il débute avec le FC Barcelone en première division sous les ordres de l'entraîneur Louis van Gaal face au Celta de Vigo. La même année, il débute en Coupe UEFA face à l'AEK Athènes.
En été 2001, il est prêté au Real Oviedo, puis en 2002 à l'Elche CF. Il retourne dans les rangs du FC Barcelone en 2003. En 2004, il est prêté au Deportivo Alavés avec qui il parvient à monter en première division.
En 2005, il quitte définitivement le FC Barcelone et signe avec l'Albacete Balompié. En 2006, il rejoint l'UE Sant Andreu, puis en 2007 le CD Logroñés.
En 2008, il est recruté par l'Alzira qui vient de monter en Segunda División B. En raison de blessures, il met un terme à sa carrière de joueur en 2011. Mais en janvier 2013, il recommence à jouer en troisième division avec l'Unión Estepona CF.

### Équipe nationale
Sergio Santamaría joue avec l'équipe d'Espagne des moins de 17 ans, des moins de 18 ans et des moins de 21 ans. En 1997, l'Espagne termine à la troisième place de la Coupe du monde des moins de 17 ans.
Sergio Santamaría obtient son premier succès sportif en 1997 à la Coupe du monde des moins de 17 ans en Égypte à laquelle il participe avec l'équipe d'Espagne. Il obtient le Ballon d'or de meilleur joueur de la compétition devançant des joueurs tels que Ronaldinho, Gaby Milito ou Xavi Hernández. 

## Palmarès
Avec l'équipe d'Espagne des moins de 17 ans :
- Médaille de bronze à la Coupe du monde 1997

### Distinction personnelle
- Meilleur joueur de la Coupe du monde 1997 des moins de 17 ans